# Anacroneuria saltensis
Anacroneuria saltensis är en bäcksländeart som beskrevs av Froehlich 2002. Anacroneuria saltensis ingår i släktet Anacroneuria och familjen jättebäcksländor. Inga underarter finns listade i Catalogue of Life.